# Gruchet-le-Valasse
Gruchet-le-Valasse [ɡʁyʃɛ lə valas] ist eine französische Gemeinde mit 3.026 Einwohnern (Stand: 1. Januar 2022) im Département Seine-Maritime in der Region Normandie. Gruchet-le-Valasse gehört zum Arrondissement Le Havre und zum Kanton Bolbec. Die Einwohner werden Gruchetains genannt.

## Geografie

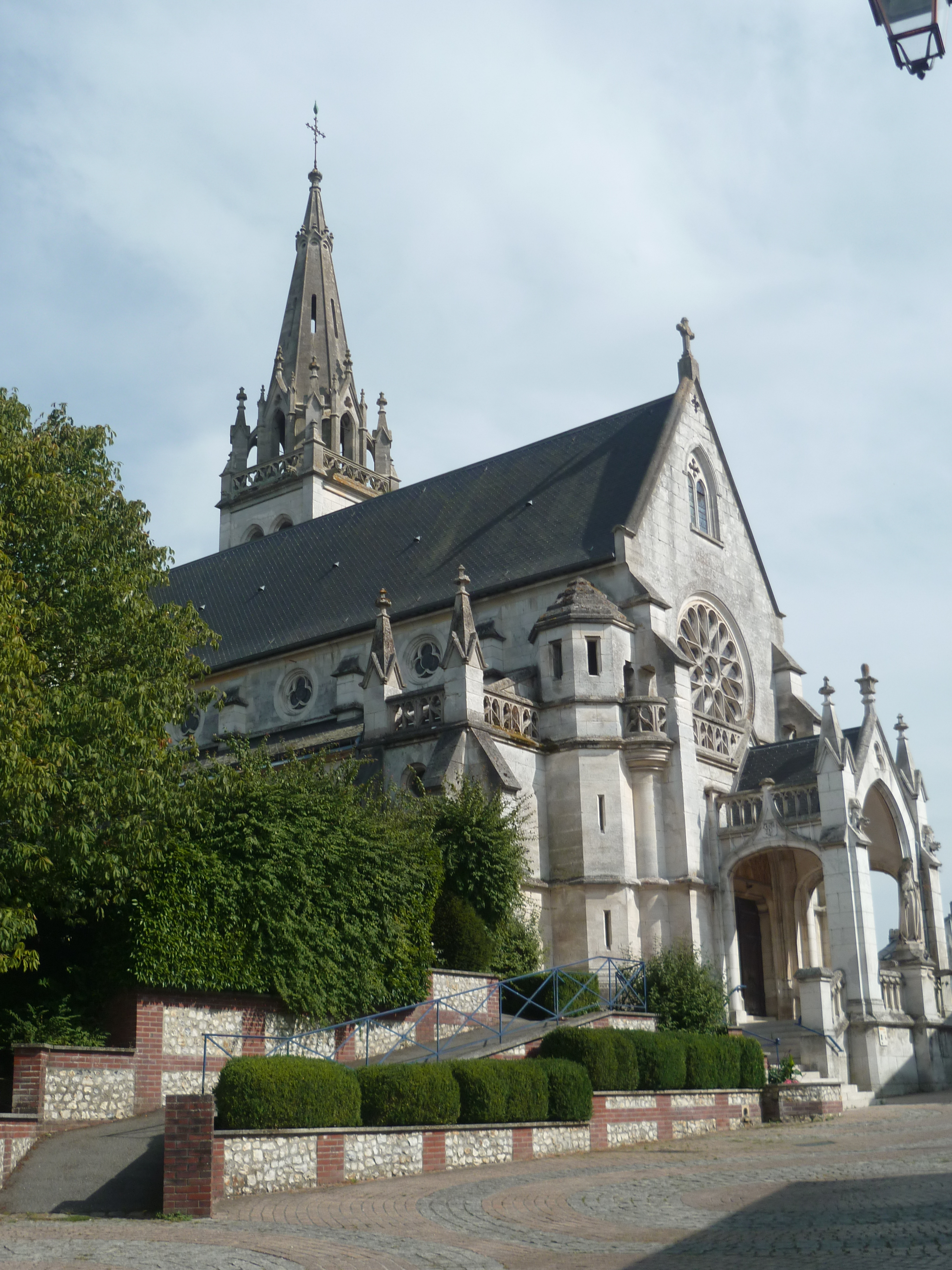
Kirche Saint-Thomas-Becket

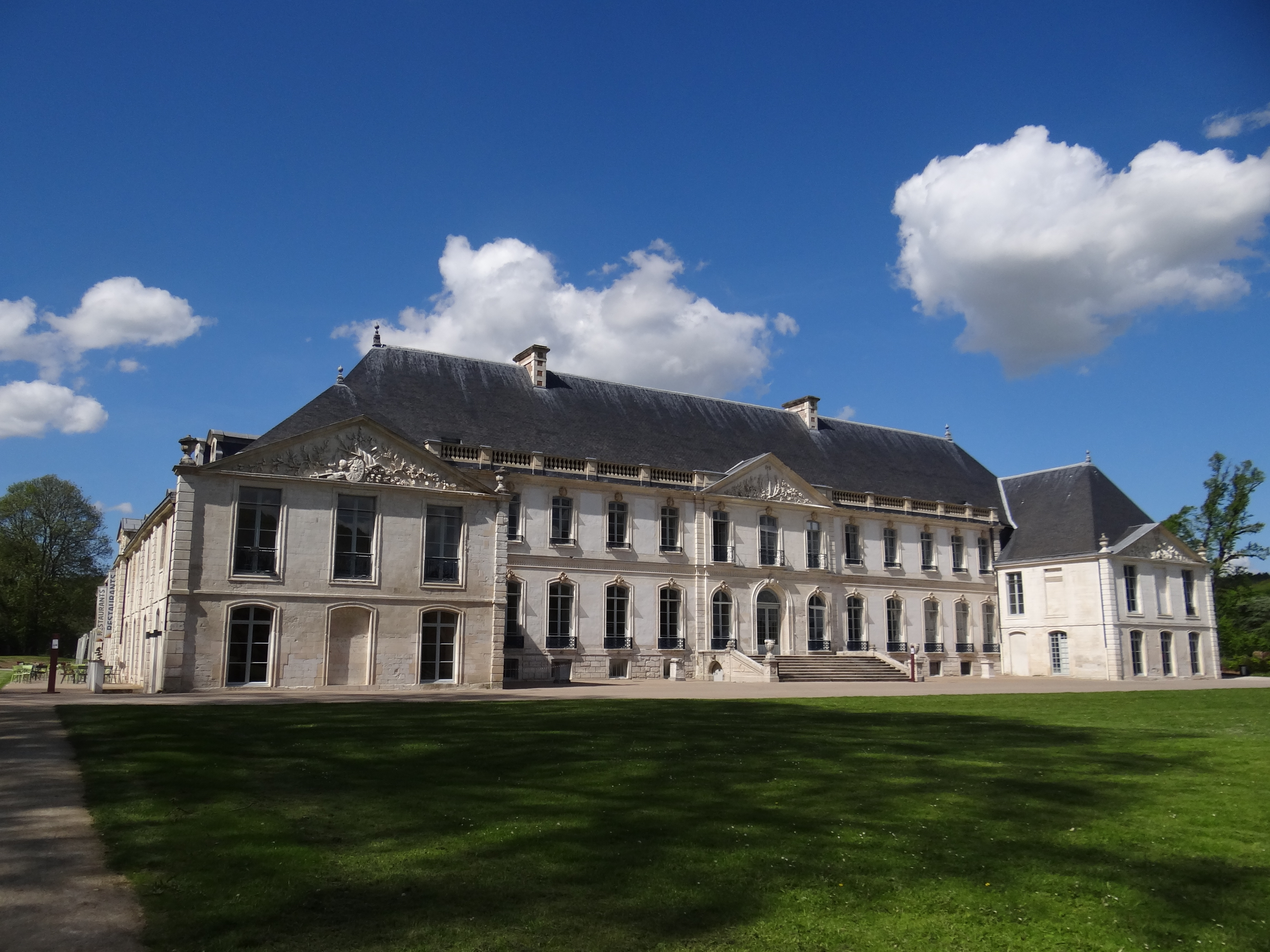
Schloss Valasse

Gruchet-le-Valasse ist eine Gemeinde in der Landschaft Pays de Caux. Durch die Gemeinde fließt die Commerce, ein Nebenfluss der Seine. Umgeben wird Gruchet-le-Valasse von den Nachbargemeinden Bolbec im Norden, Beuzevillette im Nordosten, Lintot im Osten, La Trinité-du-Mont und Lillebonne im Südosten, Saint-Antoine-la-Forêt im Süden und Südwesten, Saint-Eustache-la-Forêt im Westen.

## Geschichte
1830 wurden die Gemeinden Gruchet und Le Valasse vereinigt.
| Bevölkerungsentwicklung | Bevölkerungsentwicklung | Bevölkerungsentwicklung | Bevölkerungsentwicklung | Bevölkerungsentwicklung | Bevölkerungsentwicklung | Bevölkerungsentwicklung | Bevölkerungsentwicklung |      |
| ----------------------- | ----------------------- | ----------------------- | ----------------------- | ----------------------- | ----------------------- | ----------------------- | ----------------------- | ---- |
| Jahr                    | 1962                    | 1968                    | 1975                    | 1982                    | 1990                    | 1999                    | 2006                    | 2011 |
| Einwohner               | 1807                    | 1855                    | 1819                    | 2317                    | 2787                    | 2682                    | 2545                    | 2940 |

## Sehenswürdigkeiten
- Schloss Valasse mit Park, frühere Abtei Notre-Dame du Vœu von 1141 bzw. 1157, ursprünglich im 12. Jahrhundert errichtet, im 18. und Mitte des 19. Jahrhunderts umgebaut, seit 1943 Monument historique
- Kirche Saint-Thomas-Becket aus dem 16. und 19. Jahrhundert
- Rathaus, Ende des 19. Jahrhunderts erbaut
- Park Eana, Welt der Möglichkeiten, Themenpark aus Teilen des Parks des Schlosses Valasse erbaut, 2008 eröffnet, seit 2012 wieder geschlossen

## Verkehr

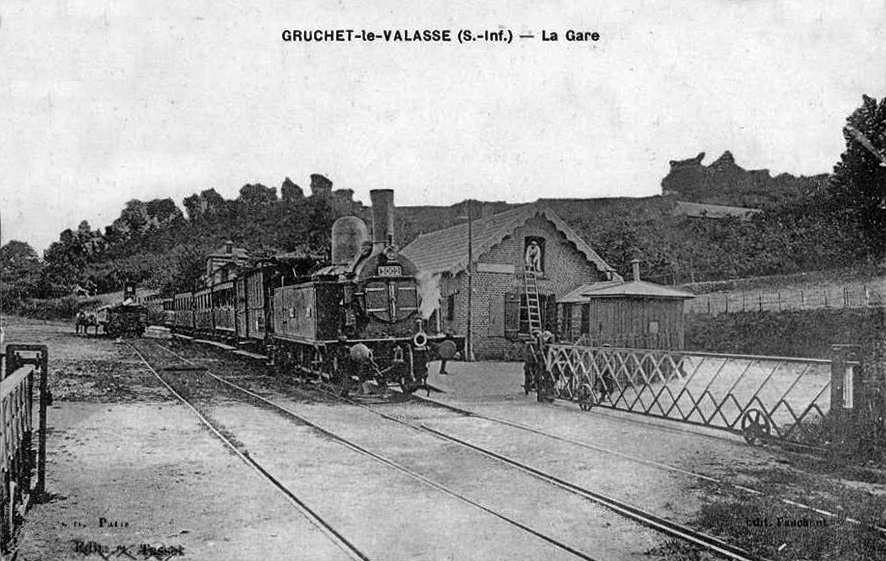
Bahnhof in den frühen 1900er Jahren

Der Ort hatte einen Bahnhof (Gare de Gruchet - Saint-Antoine) an der Bahnstrecke Bréauté-Beuzeville–Gravenchon-Port-Jérôme, deren entsprechender Abschnitt am 31. Juli 1882 von der Compagnie des chemins de fer de l’Ouest eröffnet wurde. 1965 endete der Personenverkehr, das Empfangsgebäude wurde abgebrochen.
Durch den Ort verlaufen die Departementsstraßen D 173 und D 6015. Nächste Autobahn ist die A 29 mit der Anschlussstelle 7 (Bolbec).

## Gemeindepartnerschaften
Mit der britischen Gemeinde Redditch in Worcestershire (England) besteht eine Partnerschaft.